# Palacio Rams
El Palacio Rams, construido hacia 1865 - 1870, es un de los edificios más antiguos aún en pie en la ciudad de Buenos Aires, en la esquina céntrica de las calles Chacabuco e Hipólito Yrigoyen, en el barrio de Montserrat. 
La obra se le atribuye al arquitecto Edward Taylor, que diseñó el edificio de la Aduana Nueva de la ciudad. Está catalogado con protección de Patrimonio Histórico de su fachada por parte del Gobierno de la Ciudad.
Tiene 3038 m² cubiertos sobre un terreno de 950 m², planta baja y dos pisos, e interiormente está pensado como dos edificios independientes, separados por un muro interior estructural, aunque por el exterior aparenta ser una propiedad única.

## Historia
Fue diseñado por el ingeniero londinense Edward Taylor para el comerciante catalán Esteban Rams y Rubert, que durante la separación entre la Confederación y el Estado de Buenos Aires (1852-1860) fue uno de los pocos empresarios que tenía buenas relaciones con ambos gobiernos. Al empresario Rams se le atribuye la construcción del primer muelle del puerto de la ciudad de Rosario.
El Palacio Rams es un edificio de volumen cuadrado y monolítico, de fuerte estilo italianizante, estilo que estuvo de moda muy de moda antes del furor de la arquitectura francesa que vivió la Argentina a partir de 1880.
Al poco tiempo, se instaló en el edificio el "Club del Plata", un club social para la clase alta que pretendía competir con el más tradicional Club del Progreso, que integraban Luis Sáenz Peña, Bernardo de Irigoyen, Federico Pinedo y otros miembros de la aristocracia porteña. 
Como el Club del Progreso funcionaba en la esquina de las calles Perú e Yrigoyen (llamada entonces "Victoria"), en un edificio muy similar -que también había diseñado el ingeniero Taylor (El Palacio Muñoa)-, el Club del Plata se instaló también sobre la calle Victoria, a una cuadra de distancia. 
El hecho de que ambos edificios no respetaran la reglamentación de las ochavas en la esquina, indica, muy probablemente, que tomaron como base una edificación anterior más antigua, que no fue del todo demolida, algo muy frecuente en la época al construir en altura. 
En la ciudad es el edificio más importante atribuido al arquitecto británico Taylor que se conserva (tanto la Aduana, como el edificio de rentas nacionales y el Palacio Muñoa, ambos sobre la actual calle Hipólito Yrigoyen, fueron demolidos). 
Con la apertura de la Avenida de Mayo (1894), tanto el Club del Progreso como el Club del Plata se trasladaron a nuevos edificios construidos sobre ella.  Pocas décadas después, hacia mediados de la de 1920, la inmobiliaria Vinelli se instaló en el Palacio Rams, modificando su planta baja en la década de 1960, haciéndole perder mucha de su ornamentación original.
En 2022 Vinelli la vendió al Grupo Gaman, (un conjunto de empresas argentinas dedicadas principalmente al corretaje y asesoramiento de seguros) prometiendo el Grupo que las reformas que haga respetarán tanto el estilo como el ornamento de la fachada, el tipo de pintura y la circulación interna.